# Тетенёв, Владимир Владимирович
Владимир Владимирович Тетенёв — российский пловец в ластах.

## Карьера
Мастер спорта международного класса по подводному спорту.
Двукратный победитель Первенства Мира 2001 г. (Mexico, Aguascalientes), двукратный победитель и призер Первенства Европы 2002 г. (Poland, Debice), серебряный призер Чемпионата Мира по дальним марафонским заплывам 2003 г. (Egypt, Alexandria).
Многократный победитель и призёр Первенств, кубков и Чемпионатов России.